# Юнацька збірна Вірменії з футболу (U-17)
Юнацька збірна Вірменії з футболу (U-17) — національна футбольна збірна Вірменії, що складається із гравців віком до 17 років. Керівництво командою здійснює Федерація футболу Вірменії. До зміни формату юнацьких чемпіонатів Європи у 2001 році функціонувала як збірна до 16 років.
Головним континентальним турніром для команди є Юнацький чемпіонат Європи з футболу (U-17), успішний виступ на якому дозволяє отримати путівку на Чемпіонат світу (U-17). Також може брати участь у товариських і регіональних змаганнях.

## Виступи на міжнародних турнірах

### Юнацький чемпіонат Європи (U-17)
| Статистика фінальної частини | Статистика фінальної частини |       | Статистика відбору     | Статистика відбору | Статистика відбору | Статистика відбору | Статистика відбору | Статистика відбору | Статистика відбору | Статистика відбору |
| Рік                          | Результат                    | Місце | І                      | В                  | Н                  | П                  | Г+                 | Г-                 | GD                 |                    |
| ---------------------------- | ---------------------------- | ----- | ---------------------- | ------------------ | ------------------ | ------------------ | ------------------ | ------------------ | ------------------ | ------------------ |
| 2002                         | не кваліфікувалася           |       | 3                      | 2                  | 0                  | 0                  | 2                  | 1                  | 3                  | -2                 |
| 2003                         | не кваліфікувалася           |       | 4                      | 3                  | 0                  | 1                  | 2                  | 4                  | 6                  | -2                 |
| 2004                         | другий відбірковий раунд     | 1     | 1                      | 3                  | 2                  | 0                  | 1                  | 7                  | 3                  | +4                 |
| 2004                         | не кваліфікувалася           | 2     | 3                      | 3                  | 1                  | 0                  | 2                  | 5                  | 5                  | 0                  |
| 2005                         | не кваліфікувалася           |       | 4                      | 3                  | 0                  | 0                  | 3                  | 3                  | 10                 | -7                 |
| 2006                         | не кваліфікувалася           |       | 4                      | 3                  | 0                  | 0                  | 3                  | 2                  | 14                 | -12                |
| 2007                         | не кваліфікувалася           |       | 4                      | 3                  | 1                  | 1                  | 1                  | 4                  | 3                  | +1                 |
| 2008                         | не кваліфікувалася           |       | 4                      | 3                  | 0                  | 0                  | 3                  | 2                  | 10                 | -8                 |
| 2009                         | не кваліфікувалася           |       | 4                      | 3                  | 0                  | 1                  | 2                  | 0                  | 3                  | -3                 |
| 2010                         | не кваліфікувалася           |       | 4                      | 3                  | 0                  | 1                  | 2                  | 3                  | 11                 | -8                 |
| 2011                         | не кваліфікувалася           |       | 4                      | 3                  | 0                  | 1                  | 2                  | 2                  | 6                  | -4                 |
| 2012                         | не кваліфікувалася           |       | 4                      | 3                  | 1                  | 0                  | 2                  | 4                  | 8                  | -4                 |
| 2013                         | не кваліфікувалася           |       | 4                      | 3                  | 0                  | 0                  | 3                  | 0                  | 13                 | -13                |
| 2014                         | не кваліфікувалася           |       | 3                      | 3                  | 1                  | 0                  | 2                  | 2                  | 7                  | -5                 |
| 2015                         | не кваліфікувалася           |       | 4                      | 3                  | 0                  | 0                  | 3                  | 0                  | 9                  | -9                 |
| 2016                         | не кваліфікувалася           |       | 3                      | 3                  | 0                  | 1                  | 2                  | 1                  | 13                 | -12                |
| 2017                         | другий відбірковий раунд     | 1     | 3                      | 3                  | 1                  | 0                  | 2                  | 2                  | 5                  | -3                 |
| 2017                         | не кваліфікувалася           | 2     | 4                      | 3                  | 0                  | 0                  | 3                  | 1                  | 21                 | -20                |
| 2018                         | не кваліфікувалася           |       | 3                      | 3                  | 0                  | 0                  | 3                  | 0                  | 14                 | -14                |
| Усього                       | 0/17                         |       | Найкращий результат: 1 | 47                 | 7                  | 6                  | 43                 | 43                 | 164                | −121               |